# Josef Bucher
Josef Bucher (Friesach, 19 agosto 1965) è un politico austriaco.
Deputato del Nationalrat austriaco e Segretario nazionale della BZÖ (Alleanza per il Futuro dell'Austria), è succeduto a Stefan Petzner il 22 ottobre 2008.

## Biografia
Membro della Camera di Commercio austriaca dal 1997 al 2003. Dal 2001 membro dell'Associazione Economica della Carinzia (Volkswirtschaftlichen Gesellschaft Kärnten) e anche della Presidenza dell'Ufficio di Promozione austriaco (Präsidiums der Österreich Werbung) di cui ne diventa il presidente nel 2005. Quindi diviene Presidente della Holding del Turismo della Carinzia.
Entrato nel 2002 nel parlamento austriaco per il FPÖ, aderisce nel 2005 dopo la scissione del partito al BZÖ seguendo il proprio leader Jörg Haider.
Nel parlamento diventa il portavoce del BZÖ relativamente alla finanza e al turismo e alla corte dei conti.
Il 22 ottobre 2008 diviene Segretario nazionale della BZÖ (Alleanza per il Futuro dell'Austria), succedendo a Stefan Petzner.